# Взрыв на станции Куровская
В ночь с 5 на 6 декабря 1978 года на станции Куровская произошёл взрыв двух вагонов, гружёных взрывчатыми веществами, повлёкший крупные разрушения на самой станции, а также серьёзные повреждения в примыкающем к станции городе Куровское. Известен также как «взрыв в Куровском».

## Описание
Станция Куровская — крупный железнодорожный узел, через который проходит много поездов. На подъездных путях СМП-249 были поставлены 2 вагона со взрывчаткой (около 60 тонн аммонита) для разгрузки на склад гражданской взрывчатки «Взрывпром», что располагался недалеко от станции. Ночью с 5 на 6 декабря в 2:50 неожиданно весь груз сдетонировал, что вызвало огромный взрыв.

В результате на месте вагонов образовалась воронка диаметром 60 и глубиной 10 метров. На станции были крупные повреждения, что фактически парализовало движение поездов, так как пути засыпало обломками. Ударная волна вызвала разрушения не только на самой станции, но и в соседнем городе Куровское. В частности, в жилых домах на соседних улицах Вокзальной и Свердлова были выбиты окна, а в отдельных домах взрывом снесло даже межкомнатные перегородки. Прилегающий к путям лес был повален. Также рядом с местом взрыва стоял совершенно новый (был построен в октябре 1978 года) пригородный электропоезд ЭР2-1169, который принял на себя основную силу взрыва, в результате чего из его 12 вагонов 10 было уничтожено. В результате происшествия погибло 2 человека: сторож и рабочий котельной.
Воспоминания очевидцев:
«Я проснулась от громкого хлопка и звона разбитых стекол. Кинулась прямо босиком туда, где спала дочка. Под ногами хрустели осколки, но каким-то чудом ноги не поранила. На кровати моей девочки, прямо на одеяле лежала выбитая из проема оконная рама! Но сама малышка уцелела, только испугалась очень...»
«...Все вокруг озарила яркая вспышка. Потом грохот, удар... Большой кусок стены, разделявшей две комнаты, от взрывной волны рухнул, едва не придавив моего сынишку...»
«...Тряхнуло тогда здорово! Мне рассказывал дядя, который жил в деревне Абрамовка, что даже у них в домах той ночью кое-где вылетели стекла. А ведь от этого селения до Куровской — чуть ли не десять километров!»
«...Довелось слышать об одном шофере. Он как раз ехал в тот момент на «газике» по шатурской трассе, проходящей в километре южнее станции. Кроме грохота взрыва мужик услышал еще какой-то свистящий звук, а потом — глухой удар. Оказалось, что в деревянный кузов угодила прилетевшая со стороны железной дороги железяка. Этот осколок пробил борт грузовика и застрял в днище. Буквально метром левее — попал бы в кабину, и человека бы не стало...»

## Причина взрыва
На место взрыва прибыла правительственная комиссия под руководством 1-го секретаря Московского областного комитета КПСС В. И. Конотопа. В результате проведённого расследования было установлено, что взрыв вагонов вызвал сторож, который страдал шизофренией, но сумел скрыть это от медкомиссий. Этот сторож по неопределённым причинам выстрелил в сторону вагонов, в результате чего пуля, пробив деревянную обшивку, попала в груз, чем вызвала его взрыв.
Данная версия подвергается критике, её сторонники считают, что для взрыва аммонала недостаточно попадания пули. Альтернативная теория связана со спланированной диверсией, направленной на подрыв проходящего через станцию состава, перевозящего военную технику.